# Ялиновий гай
Яли́новий Гай — ботанічна пам'ятка природи місцевого значення в Україні. Розташована в межах Диканського району Полтавської області, на південній околиці Диканьки. 
Входить до складу Регіонального ландшафтного парку «Диканський»

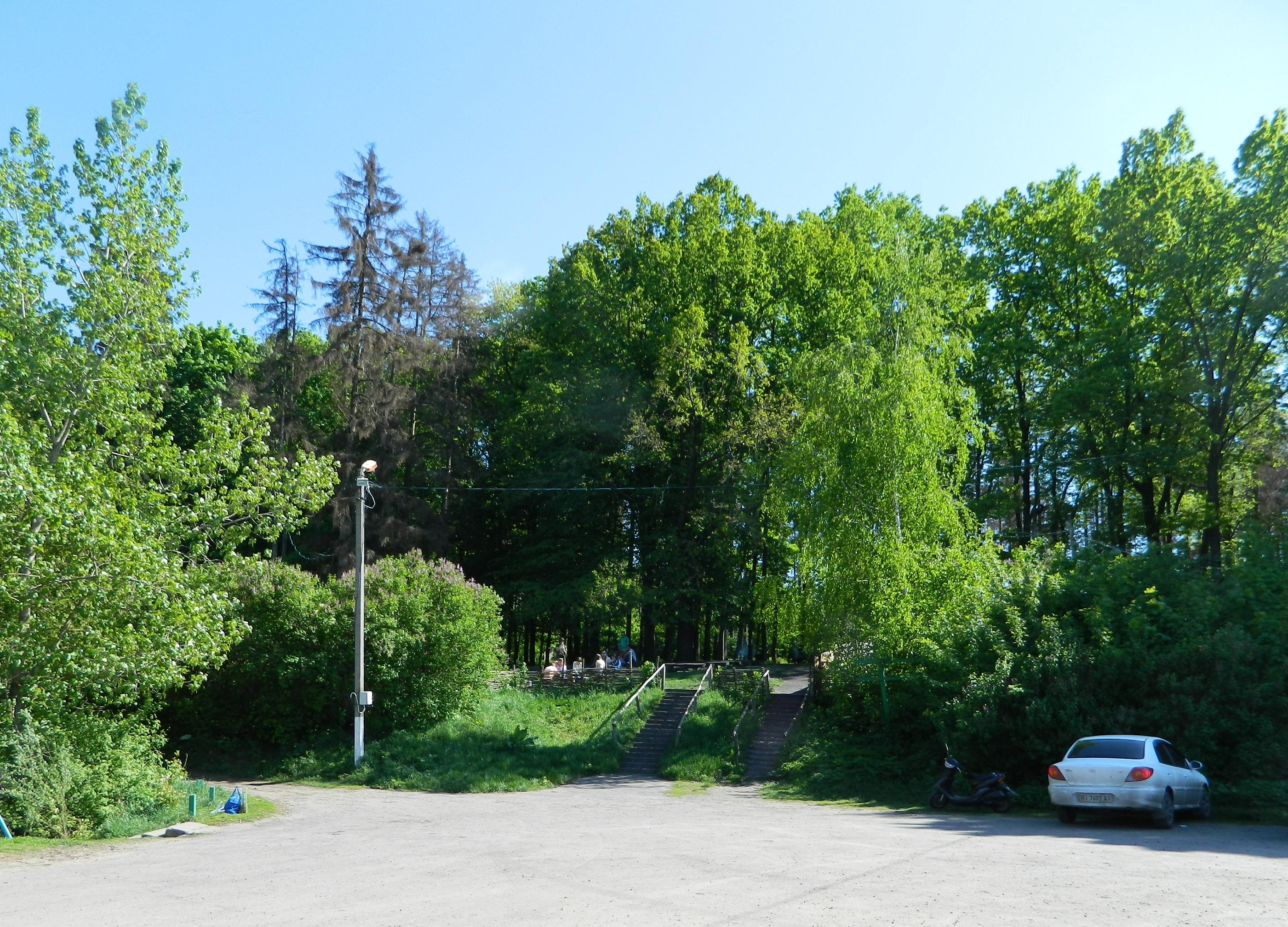
Місце проведення фестивалю «Пісні Бузкового гаю» у Ялиновому гаю

Площа пам'ятки природи — 4,5 га. Статус з 1975 року. 
Ялиновий Гай — це насадження ялини європейської, створене в 1907—1910 рр. 
Розташований поряд з Бузковим гаєм за Пивоварськими ставками. 